# Шербакуль
Шербаку́ль — рабочий посёлок в Омской области России, административный центр Шербакульского района. Расположен в 91 км на юго-запад от Омска.
Население — 6454 жителей (2023 год).
Основан в 1893 году переселенцами из Херсонской губернии.

## Физико-географическая характеристика
Шербакуль расположен в пределах Ишимской равнины, являющейся частью Западно-Сибирской равнины, на берегу озера Шербакуль, на высоте 118 метров над уровнем моря. В окрестностях Шербакуля распространены чернозёмы обыкновенные языковатые и лугово-чернозёмные солонцеватые и солончаковые почвы. Территория слабо дренирована: реки в окрестностях Шербакуля отсутствуют, поверхностные воды скапливаются в естественных понижениях рельефа, образуя небольшие озёра.
По автомобильным дорогам расстояние до областного центра города Омск составляет 100 км.
Климат резко континентальный, со значительными перепадами температур зимой и летом (согласно классификации климатов Кёппена — влажный континентальный с прохладным летом (Dfb)). Многолетняя норма осадков — 377 мм. Наибольшее количество осадков выпадает в июле — 60 мм, наименьшее в марте — 13 мм. Среднегодовая температура положительная и составляет + 1,4° С, среднесуточная температура самого холодного месяца — января − 17,3° С, самого жаркого — июля + 19,7° С.

## История
В XIX веке территория современного Шербакульского района представляла собой пастбищные угодья. Лишь в конце века из киргизских пастбищ, признанных излишними, стали нарезаться участки для переселенцев. В 1893 году около озера Шербакты было основано крестьянское поселение Борисовка. Заселяли его русские и украинские переселенцы. В 1894 году учреждается Борисовская волость, и уже через год в её состав вошло 17 населённых пунктов. К 1903 году в Борисовском было сооружено 75 землянок, 43 деревянных и 6 саманных изб. В 1897 году в селе освещается церковь, построенная на средства Фонда имени Императора Александра III во имя Рождества Пресвятой Богородицы. В 1898 году на пожертвования некоего Маскова в селе строится здание школы, в этом же году возводится хлебный магазин.
В 1933 году Постановлением ВЦИК от 7 июля Борисовка переименована в Шербакуль, а район — в Шербакульский. В 1938 году вступает в действие первая хлебопекарня, а в 1939 году — колбасный и квасовые цеха. 5 августа 1986 года решением исполкома Областного Совета народных депутатов село Шербакуль отнесено к категории рабочих посёлков.

## Население
| 1939  | 1959  | 1970  | 1979  | 1989  | 2002  | 2009  |
| ----- | ----- | ----- | ----- | ----- | ----- | ----- |
| 3320  | ↗5415 | ↗6402 | ↗7203 | ↗7872 | ↘7339 | ↘7048 |
| 2010  | 2011  | 2012  | 2013  | 2014  | 2015  | 2016  |
| ↘6976 | ↘6952 | ↘6802 | ↗6829 | ↘6756 | ↘6673 | ↘6627 |
| 2017  | 2018  | 2019  | 2020  | 2021  | 2023  |       |
| ↘6595 | ↘6579 | ↘6478 | ↘6465 | ↗6540 | ↘6454 |       |

Гендерный состав
По данным Всероссийской переписи населения 2010 года в гендерной структуре населения из 	6976 человек мужчин — 	3195, женщин — 3781 (45,8 и 54,2 % соответственно).

## Культура
Действует Шербакульская картинная галерея.